# Plebejus postalboradiosa
Plebejus postalboradiosa är en fjärilsart som beskrevs av Leeds 1941. Plebejus postalboradiosa ingår i släktet Plebejus och familjen juvelvingar. Inga underarter finns listade i Catalogue of Life.